# Heinrich Kielhorn

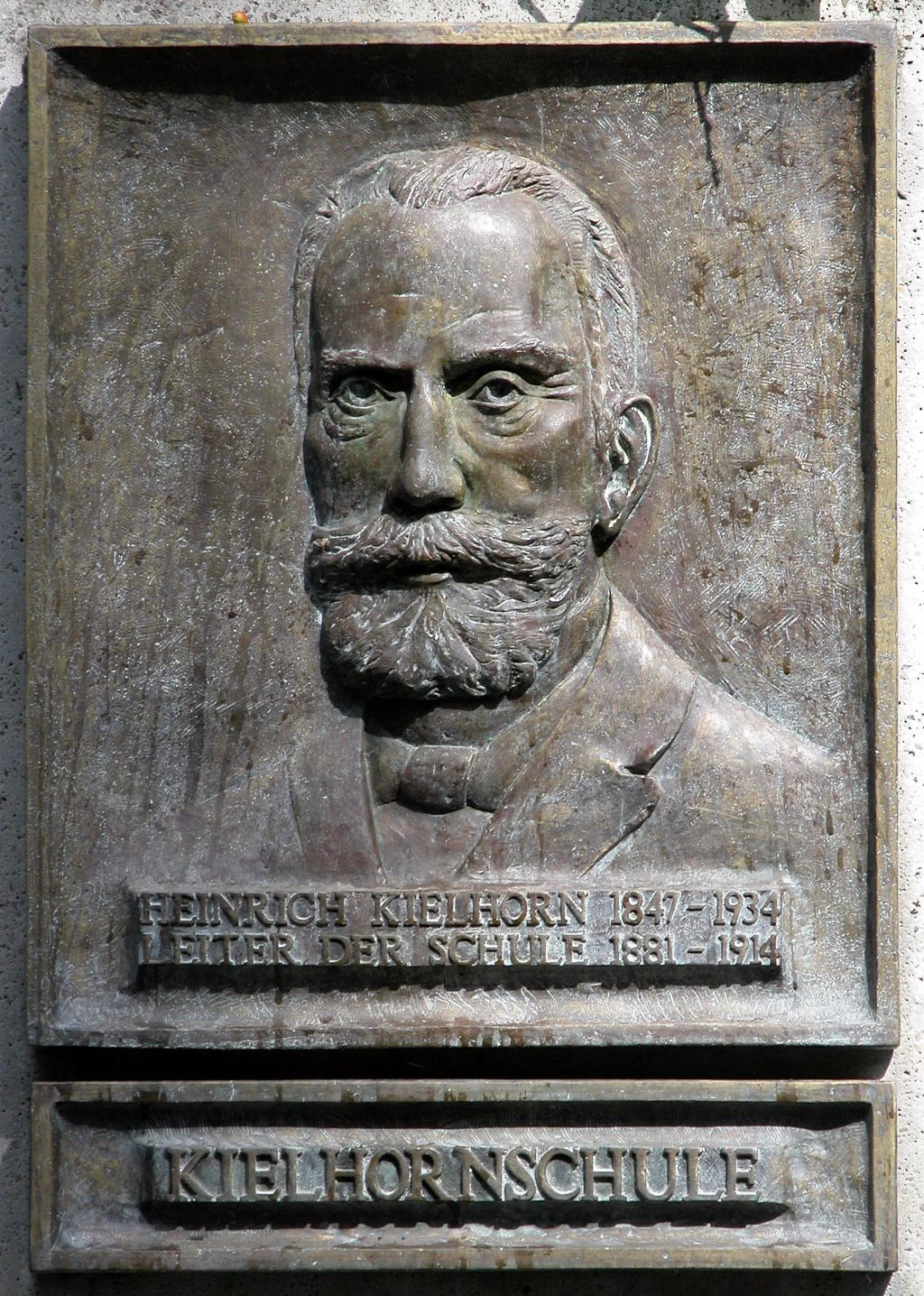
Relief an der Kielhorn-Schule in Braunschweig

Heinrich Kielhorn (* 2. September 1847 in Vallstedt; † 1. Dezember 1934 in Braunschweig) war ein deutscher Pionier der Sonderschulpädagogik. Er gründete 1881 in Braunschweig eine Hilfsklasse für Kinder, die zwar nicht Idioten und der Anstaltspflege bedürftig, wohl aber geistig so minderwertig waren, dass sie an dem Unterrichte nicht mit Erfolg teilnehmen konnten (Kielhorn, 1878).

## Leben
Am 2. September 1847 in Vallstedt (heute Teil der Gemeinde Vechelde im Landkreis Peine) bei Braunschweig als Sohn eines Landarbeiters geboren, wuchs Kielhorn in ärmlichen Verhältnissen auf. Nach dem Abbruch einer Schneiderlehre arbeitete er erst als Bücherträger  bei der Buch-, Kunst- und Musikalienhandlung Daniel Grünberg und später als Bürodiener in der herzoglichen Kreisdirektion. Mit 22 Jahren begann er Ostern 1873 mit der Ausbildung im Lehrerseminar in Wolfenbüttel. Noch im selben Jahr übernahm er den Unterricht im Umfang von 15 Wochenstunden an der Garnison-Schule in Braunschweig. 1875 trat er mit 27 Jahren in die renommierte Braunschweiger Waisenhausschule ein. 1877 bestand er sein Hauptexamen. Bis 1881 blieb Kielhorn Lehrer an der Waisenhausschule. Danach übernahm er die erste Hilfsschule in Braunschweig als Schulleiter, wo er auch unterrichtete.
Kielhorn hielt auch häufig Vorträge und leitete ab 1889 einen Ausschuss für Verbesserungsvorschläge zum Entwurf des BGB und 1900 einen Ausschuss zur Erarbeitung von Vorschlägen für das Strafgesetzbuch und die Strafprozessordnung.

## Wirken
Kielhorn war ein Begründer der Sonderschulpädagogik in Deutschland. Seine Kritik galt dem damaligen Unterrichtsstil, des Auswendiglernens und des Abfragens sowie der Überfüllung der Klassen und der geringen Förderung sehr leistungsschwacher Schüler. Er widmete sich der Erziehung schwach befähigter Kinder, betrieb fachwissenschaftliche Studien und wirkte in den schulpolitischen Diskussionen im Sinne einer Fürsorge für die Schwachbegabten.

## Ehrungen
In folgenden Orten gibt es Heinrich-Kielhorn-Schulen:
- Berlin
- Braunschweig
- Hameln
- Lünen-Süd
- Marl
- Vallstedt
- Wehrheim
- Großkayna

1894 wurde Kielhorn mit dem Braunschweiger Verdienstkreuz erster Klasse ausgezeichnet und 1914 mit dem Orden Heinrichs des Löwen.